# Charles Mayer (Komponist)

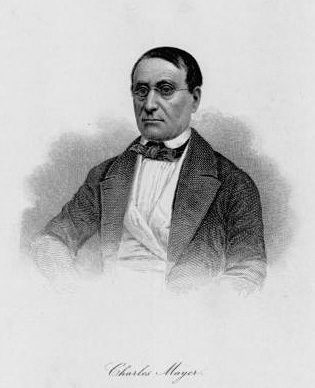
Charles Mayer

Charles Mayer (* 21. März 1790 in Königsberg; † 2. Juli 1862 in Dresden), auch bekannt als Carl Mayer oder Charles Meyer, war ein deutscher, aus Preußen stammender Pianist, Komponist und bedeutender Klavierlehrer des frühen 19. Jahrhunderts, aktiv vor allem in Sankt Petersburg. Er unterrichtete Michail Iwanowitsch Glinka und protegierte den ersten Klavierfabrikanten Russlands Johann August Tischner.

## Leben
Mayers Vater war ein Klarinettist. Als der Sohn Charles geboren wurde, ließ sich die Familie in Sankt Petersburg nieder, einige Jahre danach in Moskau. Charles wurde durch seine Mutter an die Musik herangeführt und galt als Wunderkind. Einer seiner Lehrer in Moskau war John Field (1782–1837). Field und die Mayers flohen wegen der Kriegswirren aus Moskau nach Sankt Petersburg und setzten den Unterricht dort fort.
Schon als Fünfjähriger entwickelte Mayer besondere Talente für die Musik, er spielte ohne Notenkenntnis, alles nach Gehör. Seine Mutter hatte eine Anstellung als Lehrerin im adeligen Fräuleinstift, dem Smolny-Institut. Die erste Konzertreise machte Charles Mayer 1814 in Begleitung seines Vaters nach Warschau und weiter durch Deutschland, Holland und Frankreich. In Amsterdam schrieb er seine ersten großen Variationen über God save the King, was sowohl in England, Deutschland und Russland Melodie der Nationalhymnen war. Mayer kehrte 1819 nach Petersburg zurück und blieb weitere 25 Jahre, durch viele Konzertreisen unterbrochen. In Kopenhagen wurde ihm der Titel eines Hofpianisten angetragen. Schließlich ließ er sich 1846 in Dresden nieder, wo er als Lehrer und Komponist weiter wirkte, bis er am 2. Juli 1862 starb. Als Klaviervirtuose gehörte Mayer der Fieldschen Schule an. Seine sorgfältig einstudierte vollendete Technik zeichnete sich durch sauberes Spiel voll erhabener Gleichmäßigkeit aus.

## Musikalische Werke
Es existieren 351 Klavierwerke, darunter zwei Konzerte (op. 70 und 89) sowie Rondos, Fantasien, Etuden, Salon- und Charakterstücke.
- Walzer de concert op. 6
- Premium concert polka op. 9
- 6 Übungen op. 31
- Variations sur un air russe No. 1 op. 40
- Variations sur un air russe No. 2 op. 41
- Rondino op. 42
- 6 Études op. 55
- 3 Études op. 61
- Scherzo op. 63
- Impromptu No. 2 op. 65
- Valse-étude No. 4 op. 69
- Nocturne op. 81
- Valse-étude op. 83
- Caprice-Valse No. 1 op. 85
- Capriccio No. 3 op. 87
- Études op. 93
- Divertissement No. 1 op. 95
- Valse-étude No. 6 op. 116
- Galop militaire op. 117
- 3 Études caractéristiques op. 127
- Souvenir de Naples op. 128
- Immortelles op. 140
- 40 Études op. 168
- La Dernière rose. Fantaisie varié op. 169
- 6 Novelletten op. 179
- 6 Novelletten op. 183
- Romaneske op. 184
- Elisa polka op. 187
- Triolino-étude op. 190
- Mazurka graçieuse op. 224
- Chant bohémien op. 292
- Grande Étude d'octave op. 331
- Le Régret op. 332